# Маунтин Парк (Оклахома)
Маунтин Парк (енгл. Mountain Park) град је у америчкој савезној држави Оклахома.

## Демографија
По попису из 2010. године број становника је 409, што је 19 (4,9%) становника више него 2000. године.
| Група             | 2000.       | 2010.       |
| Белци             | 345 (88,5%) | 346 (84,6%) |
| Афроамериканци    | 2 (0,5%)    | 9 (2,2%)    |
| Азијати           | 1 (0,3%)    | 1 (0,2%)    |
| Хиспаноамериканци | 21 (5,4%)   | 31 (7,6%)   |
| Укупно            | 390         | 409         |